# Suzanne Simard
Suzanne Simard es una profesora de ecología forestal que enseña en la Universidad de Columbia Británica.
Suzanne Simard ha desarrollado teorías y realizado experimentos para demostrar cómo los árboles son capaces de comunicarse entre sí. Ha utilizado carbono radioactivo para medir el flujo y el intercambio de carbono no sólo entre árboles de la misma especie, sino entre especies diferentes. Descubrió que los abedules y los abetos de Douglas comparten carbono. Los abedules reciben carbono extra de abetos de Douglas cuando uno de ellos pierde las hojas; por su parte, los abedules suministran carbono a los abetos de Douglas que se encuentran en sombra.

## Árboles madre
Simard ayudó a identificar algo conocido como árbol núcleo, o "árbol madre". Las cuales son los mayores individuos dentro del bosque y que actúan como núcleos dentro de una vasta red de micorrizas. Un árbol madre ayuda a las plántulas infectándolas con hongos y suministrando los nutrientes que éstas necesitan para crecer.

Descubrió también que los abetos de Douglas suministran carbono a los abetos jóvenes. Sus investigaciones mostraron que los árboles enviaban carbono hacia abetos que descendían de un árbol madre específico, y no hacia abetos jóvenes aleatorios que no tenían parentesco con el árbol madre estudiado. Sus estudios han proporcionado valiosa información sobre como los árboles cambian la estructura de sus raíces para abrir espacio a los árboles jóvenes.

## Cooperación interespecies
Simard descubrió que los abetos usan la red fúngica para intercambiar nutrientes con los abedules, durante el transcurso de las diferentes estaciones meteorológicas. Por ejemplo, los árboles de diferentes especies pueden ceder azúcares unos a otros, pues los déficits ocurren de acuerdo con cambios estacionales. Este es un intercambio bastante beneficioso entre coníferas y árboles caducifolios, dado que sus déficits de energía ocurren en distintos periodos de tiempo. Los beneficios de esa cooperación subterránea (se realiza por medio de las raíces), parece que son una salud más fuerte, mayor fotosíntesis y una mayor resiliencia en situaciones de dificultad.

## Divulgación científica
Suzanne Simard es una firme defensora de la popularización de la ciencia. En la Universidad de Columbia Británica inició con sus colegas las doctoras Julia Dordel y Maja Krzic el programa Communication of Science Program TerreWEB, que ha formado a estudiantes de grado para convertirse en mejores comunicadores de las investigaciones desde 2011. 
Simard ha aparecido en diversas plataformas de carácter no científico, como el documental “Do trees communicate”, en conferencias de TED (conferencia) y en el documental “Intelligent trees”, donde aparece junto al científico Peter Wohlleben.